# کلیف ریچارد
سر کلیف ریچارد (به انگلیسی: Sir Cliff Richard)، (با نام اصلی هری راجر وب (به انگلیسی: Harry Rodger Webb)، زادهٔ ۱۴ اکتبر ۱۹۴۰) از خواننده-ترانه‌سرایان و مؤسسان شرکت انگلیسی زادهٔ هندوستان است.
ریچارد با همراهی گروه خود، شدووز، در اواخر دههٔ ۵۰ و اوایل دههٔ ۶۰ میلادی، بر صحنهٔ موسیقی عامه‌پسند بریتانیا حکم‌فرما شد که این زمان مصادف با قبل و آغاز سال‌های حضور بیتلز در جدول‌های موسیقی بود. گرایش روزافزون او به مسیحیت و ملایم‌کردن سبک موسیقی خود، سبب گردید تا ریچارد بیشتر به‌عنوان یک خوانندهٔ پاپ شناخته‌شود تا یک خوانندهٔ راک. باوجودی‌که برخی از تک‌آهنگ‌های او در جدول موسیقی ایالات متحدهٔ آمریکا وارد شد ولی او هرگز موفقیتی در آن کشور به‌دست نیاورد. با این وجود ریچارد یک چهرهٔ موسیقایی، فیلم و تلویزیونی مشهور در بریتانیا و دیگر کشورها باقی‌ماند.
بسیاری از تک‌آهنگ‌های کلیف ریچارد در طول شش دهه، وارد جدول‌های موسیقی شده‌اند و او (به همراه الویس پریسلی)، تنها کسی است که در جدول تک‌آهنگ‌های بریتانیا در تمام دهه‌هایش (۱۹۵۰ تا ۲۰۰۰ میلادی) حضور داشته‌است. او یگانه خواننده‌ای است که طی پنج دههٔ متوالی از دههٔ ۱۹۵۰ تا پایان دههٔ ۱۹۹۰ دارای یک ترانهٔ رتبهٔ یکی در بریتانیا بوده‌است. در جدول‌های موسیقی بریتانیا، او بیش از ۱۳۰ تک‌آهنگ، آلبوم و آلبوم چندآهنگه داشته که به ۲۰تای برتر راه یافته باشند که این رقم بیش از هر هنرمند دیگری است. بیش از ۲۵۰ میلیون نسخه از آثار او به فروش رفته‌است.